# Национални парк Шар-планина
Национални парк Шар-планина се налази на деловима општина Штрпце, Призрен, Сува Река и Качаник на Косову и Метохији.

## Оснивање и улога очувања
Основан је 1986. године и површина националног парка је 22.805 ha. Национални парк је основан ради очувања: различитих облика глацијалног (циркови, морене глацијална језера и др.), периглацијалног (снежанички циркови, клизећи блокови, микрооблици тундра мозаика са дробинама и др.), крашког и флувијалног рељефа; хидролошких објеката и појава (речни токови, извори, потоци, тресаве и језера); шумских и високопланинских вегетација и њихових станишта (заједнице мунике, молике, кривуља, тресаве и високе зелени и др.); станишта и популације дивље флоре (хајдучица краља Александра, Николићев пуцавац, борнмилера, шарпланински каранфил и др.) и фауне, посебно богате фауне дневних лептира, птица (сиви соко, велики тетреб, јаребица камењарка, прдавац, балканска ушата шева), сисара (снежна и динарска волухарица, мрки медвед, вук, дивокоза и др.); предела са низом карактеристичних обележја; бројних објеката културне баштине који потичу из средњовековне српске државе (манастири Св. Арханђела, Св. Петра Коришког, Св. Богородице и цркве Св. Николе, Св. Петке, Св. Ђорђа и др.) и заштите и очувања спомен обележја.

## Строги природни резервати у парку
- „Русеница” представља прибежиште ретке и угрожене дивљачи у нашој земљи – риса и заштићен је као посебан резерват 1950. године;
- „Попово прасе” је резерват чисте састојине ендемичног бора мунике и заштићен је 1960. године. Стабла мунике су ниска, често са горње стране оштећена, подмладак врло редак, скоро без икакве друге приземне вегетације;
- „Ошљак” је резерват чисте састојине ендемичног бора мунике у доњем делу, а стене и камењари ближе врху Ошљака. Како је тај део Ошљака експониран више западу, то се у пролеће у њему окупљају велики тетребови а резерват насељавају и јаребице, камењарке и лештарке. Као посебан резерват заштићен је 1960. године;
- „Голем бор” је потпуно чиста муникова састојина и као посебан резерват заштићен је 1960. године.

## Флора и фауна
Шар-планина, која се као моћна баријера издиже изнад косовско-метохијске котлине, је висока и маркантна планина са око 70 врхова висине преко 2.000 m и са преко 30 врхова изнад 2.500 m (највиши врх је Титов врх у Македонији са 2.747 m).
На Шар-планини живи 1.800 биљних врста. Међу њима, 175 је строго заштићених и 268 заштићених. У Црвеној књизи флоре Србије су 24 врсте, на списку Европске црвене листе угрожених животињских и биљних врста (European Red List of Globally Threatened Animals and Plants 1991) је 25 врста, и на списку Светске црвене листе угрожених биљака (IUCN Red List of Threatened Plants, 1997) је 31 врста.
Истовремено, Шар-планина па и сам Национални парк, представља једно од фаунистички најбогатијих подручја Србије и Европе. У Националном парку живи 147 врста дневних лептира (50,86% балканске фауне дневних лептира и 77% врста Србије), 31 врста водоземаца и гмизаваца (или 69% српске херпетофауне), 159 врста птица (а среће се и преко 200 врста), и 32 врсте сисара, од тога 30 врста глобално угрожених и 17 врста које су природне реткости.

## Споменици културе
Поред тога што је овај национални парк по свом природном богатству једна од врућих тачака биолошке разноврсности Европе, он је изузетно драгоцен и као колевка српске духовности, државности и историје.
На овом подручју се налази 45 објеката културне баштине, а међу њима се истиче 14 категорисаних културних добара од изузетног значаја изграђених у периоду од 12. до 16. века.
Ту су испосница и манастир Св. Петра Коришког из XIII века, црква Св. Петке из 14. века, црква Св. Богородице Огидитрије из XIV века, манастир Св. Тројице из 15. века, остаци Душановог града и манастирског комплекса Св. Архангели из 14. века надомак Призрена, и други споменици културе од највећег националног значаја.

## Међународни значај
- Национални парк „Шар-планина” налази се на Листи међународно значајних подручја за биљке као ИПА подручје (Important Plant Areas -IPA, Planta Europa, Plantlife, 2005);
- Због великог присуства ретких и угрожених врста птица, Шар-планина је уврштена у Листу најважнијих подручја птица у Европи (GRIMMETT & JONES 1989). Такође, подручје српског дела Шар-планине се налази на Листи међународно значајних подручја за птице као ИБА подручје (Important Bird Аreas - IBA, BirdLife Conservation, BirdLife International, 1999);
- Подручје Националног парка „Шар-планина” је идентификовано као Емералд подручје под именом „Шар-планина”, део мреже подручја (Emerald Network of Areas of Special Conservation Interest - АsCI) значајних са становишта примене Конвенције о очувању европске дивље флоре и фауне и природних станишта (Бернска конвенција) у Србији, са ознаком RS0000008;
- Национални парк „Шар-планина” налази се на Националној листи једног од 10 потенцијалних резервата биосфере (Biosphere Reserve) у оквиру УНЕСКО програма „Човек и биосфера” (UNESCO - Man and Biosphaere), и налази се на прелиминарној листи од пет потенцијалних добара која би требало да буду номинована за упис у UNESCO листу добара светске баштине на основу Конвенције о заштити светске културне и природне баштине (World Heritage Convention);
- Налази се на Прелиминарној националној листи као једно од 65 потенцијалних Рамсарских подручја у Србији.

## Решење - акт о оснивању
Закон о националним парковима ПР број 122, ступа на снагу 14. октобра 2015. године. Службени гласник РС 84/ 2015 од 06. 10. 2015. године.

## Галерија
- Долина
- Врх Љуботен
- Залазак Сунца
- Залазак Сунца
- Долина